# Dọc mùng
Dọc mùng, còn được gọi là rọc mùng hay môn bạc hà, bạc hà (phương ngữ Nam Bộ) (danh pháp hai phần: Leucocasia gigantea), là một loài thực vật thuộc họ Ráy bản địa bao gồm vùng nhiệt đới châu Á và lan rộng đến miền đông bắc Úc. Loài này được Carl Ludwig Blume mô tả khoa học đầu tiên năm 1857.
Dọc mùng (hay môn bạc hà, bạc hà trong phương ngữ miền nam) dễ bị nhầm lẫn với cây ráy. Tuy nhiên, dọc mùng không gây ngứa như ráy, nên thường được dùng trong nấu ăn.

## Đặc tính
Dọc mùng là cây nhiều năm, thân thảo, cuống lá (petiole) dày, xốp và mọng nước. Cây có lá vươn cao hơn 1 mét, thường mọc ở nơi đất trũng và ẩm. Phần gốc rễ phình ra như dạng "củ".
Lá dọc mùng to bản hình trái tim, dài 20–120 cm, giữa có gân lá chạy dọc chiều dài của lá.
Cây trổ hoa vào mùa xuân sang mùa hè. Hoa đực mọc ở ngọn dò (peduncle), dạng thỏi (spadix) có bao choàng (spathe). Hoa cái mọc ở gốc thỏi. Trái dọc mùng màu đỏ, hình trứng.

## Ẩm thực Việt Nam
Cuống lá cây dọc mùng thường dùng làm các món canh chua, sườn nấu bung, bún bung, canh cá, bún cá, dưa chua, bạc hà xào hoàng hoa, bạc hà cuộn tía tô v.v. sau khi sơ chế bằng cách tước bỏ vỏ, thái vát hoặc thái khúc, bóp muối cho bớt ngứa.

## Hình ảnh

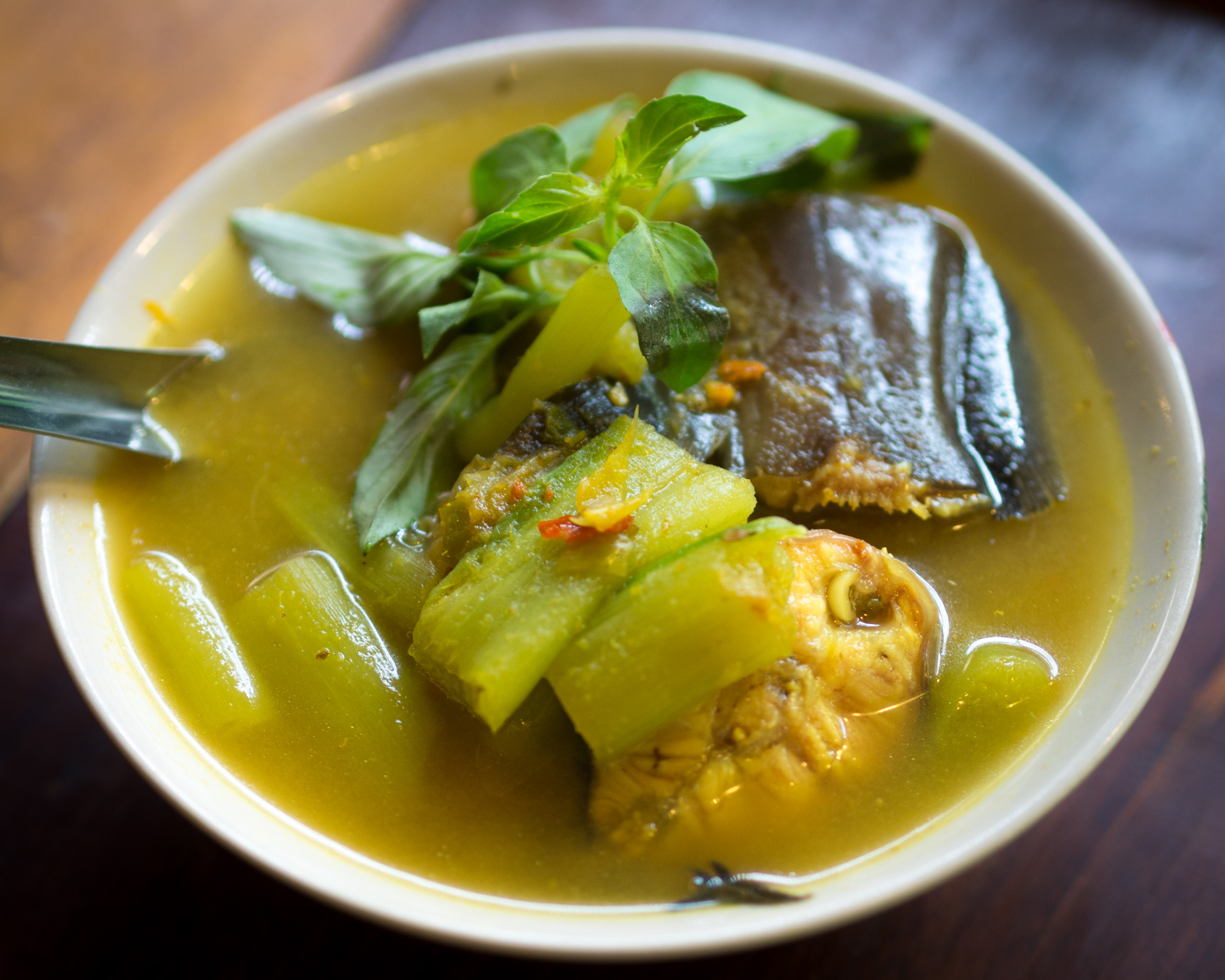
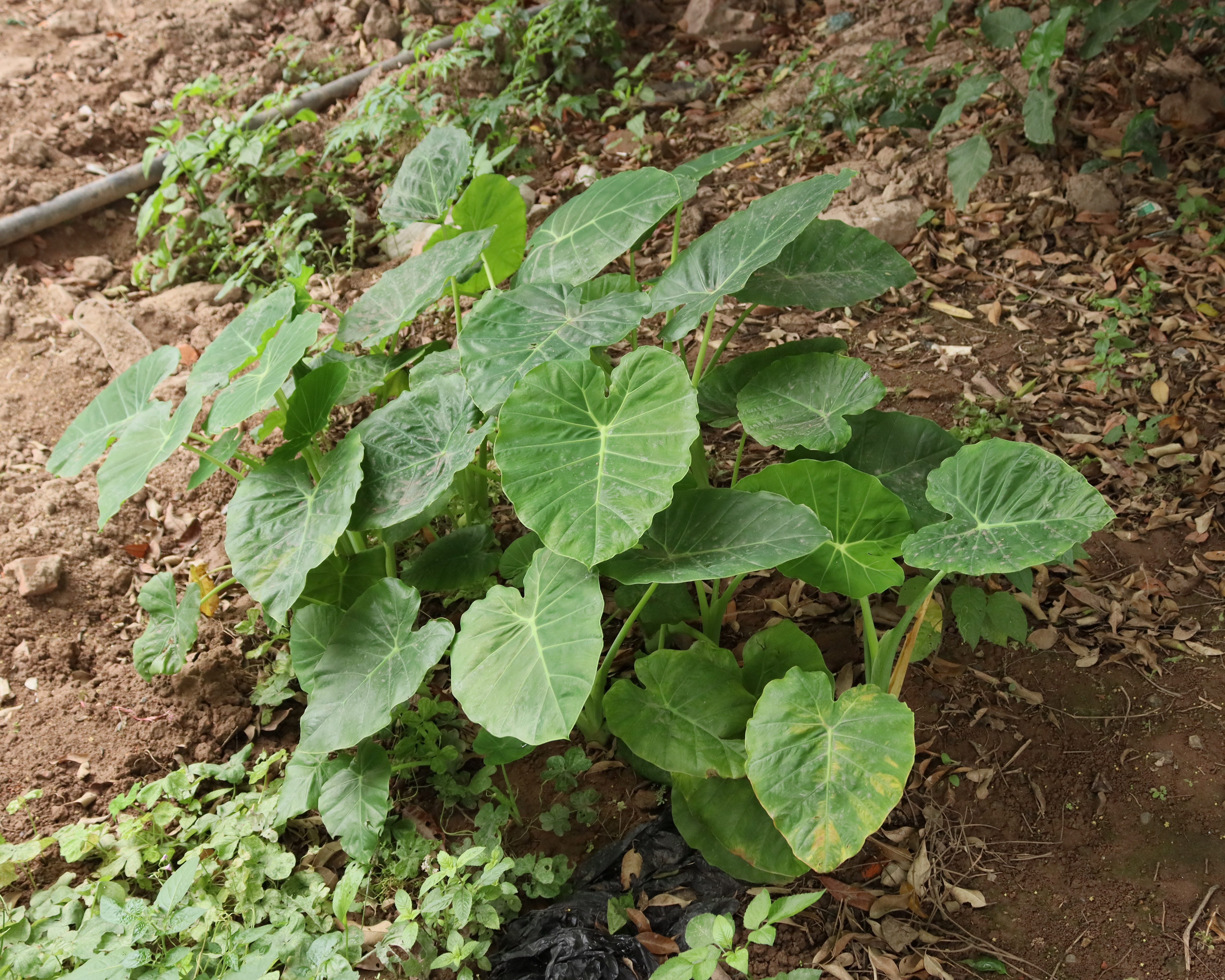